# Cursor
În informatică, un cursor este un indicator utilizat pentru a arăta poziția pe monitorul unui calculator sau alte dispozitive de afișare, care are rolul de a răspunde la o intrare de tip text sau dispozitiv de indicare. Poate fi cursor de text sau cursorul mouse-ului.

## Cursorul text[1]

Cursor text tipărind cuvântul Wikipedia.

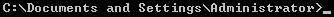
Cursorul aplicaţiei Command Prompt din Windows (are aspectul unui caracter linie de subliniere)

În cele mai multe interfețe linie de comandă sau într-un editor de texte, cursorului de tip text (sau „de navigare”) poate fi o linie de subliniere, un dreptunghi plin sau o linie verticală, care poate fi atât intermitent cât și continuu, indicând locul din text unde va fi plasat punctul de inserție.
În modul text, el ia forma unei bare verticale între caractere, în locul unde va fi inserat un nou caracter. 
Clipirea cursorului text este, de obicei temporar suspendată atunci când acesta este mutat, în caz contrar, se poate schimba poziția în cursorul atunci când nu este vizibilă, făcând amplasarea sa dificil de urmat.
Unele interfețe utilizează o liniuță de subliniere sau bară subțire verticală pentru a indica faptul că utilizatorul este în modul inserare, sau un dreptunghi plin în cazul în care utilizatorul este în modul suprascriere (tastarea va înlocui textul din poziție cursorului cu noul text).

## Cursorul mouse-ului[3]
Indicatorul mouse-ului (sau cursorul mouse-ului) afișează mișcările dispozitivului de indicare (mouse sau touchpad).

## Cursorul 3D
Ideea unui cursor să fie folosit ca un marker sau punctul de inserare de date noi sau transformări, cum ar fi rotația, poate fi extinsă pentru un mediu grafic 3D. De exemplu, software-ul Blender, foloseste un cursor 3D pentru a determina locul în care urmează să aibă loc operațiunile viitoare.